# Vakát
Vakát (z lat. vacat, je prázdný) znamená v typografii stránku v publikaci, která je záměrně ponechána prázdná. Aby se v korekturách odlišila od chybějících stránek, označuje se slovem „vacat“.

## Užití
Vakát se běžně užívá na začátku knihy, naproti titulnímu listu nebo za ním, ale často také před začátkem nové kapitoly nebo většího oddílu knihy. Zpravidla tvoří levou stránku v otevřené knize. Rozmístění vakátů je součástí grafické úpravy publikace.